# Гідрогранати
Гідрогранати (англ. hydrogarnets) — групова назва мінералів із структурою ґранату, в якій один тетраедр (SiO4) заміщений чотирма групами (ОН). 

## Загальний опис
Кристали трапецоедричні у вигляді ромбічних додекаедрів і октаедрів; часто обростають кристалами ґранату. Густина 3,121-3,06. Твердість 6. Безбарвні, світло-жовті. Ізотропні. Зустрічаються в контактах вапняків з тешенітами, фонолітами разом з водними силікатами кальцію, цеолітами, кальцитом.